# Scoparia olivaris
Scoparia olivaris là một loài bướm đêm trong họ Crambidae.